# Eddie Guerrero
Eduardo Gory "Eddie" Guerrero Llanes, nume de ring: Eddie Guerrero (n. 9 octombrie 1967 – d. 13 noiembrie 2005) a fost un wrestler profesionist originar din El Paso, Texas. Pe 13 noiembrie 2005, Eddie a fost găsit mort în camera sa de hotel.
Eddie Guerrero s-a nascut pe 9 octombrie 1967. 
Pe 13 noiembrie 2005, lumea wrestlingului a fost socata de vestea mortii lui Eddie Guerrero. Acesta fusese gasit inconstient in camera lui de hotel de nepotul lui, si el wrestler in WWE, Chavo Guerrero. Eddie Guerrero a murit in urma unui atac de cord.
La Raw-ul de a doua zi si la Smackdownul de pe 18 Noiembrie au fost inchinate in cinstea memoriei lui Eddie, multe superstaruri vorbind despre el. Toti luptatorii care au vorbit au facut-o voluntar. Show-urile au avut si meciuri, inclusiv unul cu Chavo Guerrero in prim plan care a castigat folosind manevra lui Eddie Guerrero, unchiul sau. Raw-ul a inceput cu toate superstarurile si personalul, Vince McMahon adresandu-se publicului inainte de salutul traditional cu cele 10 gonguri. Nu numai WWE-ul a inchinat show-uri in memoria lui Eddie Guerrero. TNA i-a dedicat PPV-ul Genesis, aparut chiar in ziua mortii, iar Ring of Honor si-a denumit urmatorul show 'Noaptea Tributului'. Alti luptatori, in special Chavo Guerrero, Rey Mysterio si Christian i-au platit tribut in fiecare meci folosind manevra Frog Splash, finisherul lui Eddie.

## Copilarie
Guerrero s-a născut și a crescut în El Paso, Texas, unde a absolvit Thomas Jefferson High School (La Jeff) în 1985. A urmat Universitatea din New Mexico, apoi Universitatea New Mexico Highlands cu o bursă de atletism. Acolo Guerrero a intrat în lupte colegiale înainte de a se muta în Mexic pentru a se antrena ca luptător profesionist. A călcat pe urmele fraților și tatălui său, care luptaseră și în Mexic. Când era băiat, a participat la promoțiile de lupte organizate de tatăl său Gory Guerrero la El Paso County Coliseum. Tatăl lui Guerrero i-a permis lui și nepotului său Chavo să se lupte în timpul pauzelor.

## Cariera în WWE

### Inceputul carierei(1986–1992)
Guerrero a debutat în 1986. În 1989 a apărut cu World Championship Wrestling (WCW) în calitate de jobber, în special luptandu-se cu Terry Funk. În 1991, s-a întors pentru WrestleWar, făcând echipă cu Ultraman pentru a-i învinge pe Huichol și Rudy Boy Gonzalez. Guerrero a luptat ca originalul Mascara Magica  în CMLL până la plecarea sa în 1992. Apoi a părăsit compania pentru a urma o carieră cu AAA. Deși gimmick-ul Mascara Magica a fost popular, CMLL deținea drepturile asupra personajului. Guerrero a apărut apoi într-o emisiune televizată AAA ca Mascara Magica, doar pentru a se demasca împreună cu ajutorul partenerului său de echipă în acea noapte, Octagón. A fost atacat de echipa adversă pentru acest lucru.

### Asistencia Asesoría y Administración (1992–1995)
În Mexic, Guerrero a luptat în principal pentru Asistencia Asesoría y Administración (AAA), făcând echipă cu El Hijo del Santo ca noua versiune a La Pareja Atómica (Perechea atomică), echipa  lui Gory Guerrero și El Santo.
După ce Guerrero l-a tradat pe Santo și s-a aliat cu Art Barr drept „la Pareja del Terror” („Perechea Terorii”), duo-ul a devenit, fără îndoială, cea mai urâtă echipă din istoria lucha libre. Împreună cu Barr, Konnan, Chicano Power și iubitul Madonnei, Guerrero a format los Gringos Locos („Americanii nebuni”), o factiune heel. Guerrero a spus mai târziu că indiferent câți oameni s-au alăturat lui Los Gringos Locos, factiunea era totul despre Barr. Locos s-a certat mai ales cu El Hijo del Santo și partenerul său Octagón, în cele din urmă s-au încheiat într-un meci Hair vs. Mask la primul pay-per-view Lucha din America, When Worlds Collide, pe care l-au pierdut. Prima pauză a lui Guerrero și Barr avea să vină când au fost observați la sfârșitul anului 1994 de către proprietarul Extreme Championship Wrestling (ECW), Paul Heyman, și au fost abordați cu privire la lupte pentru el în 1995. Barr, totuși, a murit înainte de a se putea alătura ECW cu Guerrero.

### New Japan Pro-Wrestling(1992–1996)
În 1992, Guerrero a început să lupte în Japonia pentru New Japan Pro-Wrestling (NJPW), unde era cunoscut ca a doua încarnare a lui Black Tiger. El a avut mai mult succes la întoarcere când a câștigat turneul Best of the Super Juniors din 1996 pentru juniori. El a primit o șansă la centura IWGP Junior Heavyweight a lui The Great Sasuke la Skydiving J, dar a pierdut meciul.

### Extreme Championship Wrestling(1995)
Guerrero a câștigat Centura Mondiala de Televiziune ECW de la 2 Cold Scorpio în meciul său de debut pentru Extreme Championship Wrestling (ECW) pe 8 aprilie 1995, la Three Way Dance. El a continuat să aibă o serie de meciuri apreciate cu Dean Malenko înainte ca amândoi să semneze cu World Championship Wrestling (WCW) mai târziu în acel an. Guerrero a pierdut centura de televiziune ECW în fața lui Malenko pe 21 iulie a acelui an, dar Guerrero și-a recâștigat titlul pe 28 iulie. Guerrero a pierdut centura de televiziune ECW înapoi în fața 2 Cold Scorpio pe 25 august. A doua zi, au avut ultimul lor meci care s-a încheiat. într-o remiză într-un meci de două din trei căderi la ECW Arena. După meci, vestiarul s-a golit și cei doi au fost purtați în jurul ringului de colegii lor luptători, în timp ce mulțimea scanda „te rog să nu pleci”.

### World Championship Wrestling(1995–2000)

#### Debut(1995–1997)
Guerrero s-a întors la WCW la sfârșitul anului 1995 împreună cu Dean Malenko și Chris Benoit, cu care a lucrat în NJPW și ECW. În timpul primelor sale evenimente pay-per-view, a concurat în meciuri negre împotriva lui Alex Wright. Prima sa apariție televizată cu plata-per-vizionare a fost la cel de-al treilea război mondial, unde a concurat în bătălia regală din cel de-al treilea război mondial, cu trei inele și 60 de oameni, pentru centura mondial de greutate grea WCW vacant. Guerrero a fost unul dintre ultimii nouă bărbați din bătălia regală (în special fiind unul dintre cei doi bărbați din grup care avea sub 35 de ani, celălalt fiind Uriașul) până când a fost aruncat din ring de membrii Four Horsemen. La Starrcade: World Cup of Wrestling din decembrie 1995, Guerrero a reprezentat WCW într-un turneu WCW vs. NJPW World Cup, care l-a văzut pierzând în meci în fața lui Shinjiro Otani, dar WCW va câștiga seria cu 4–3. 
În 1996, Guerrero a primit mai multe lovituri la centura Statelor Unite la categoria grea împotriva lui Konnan la Uncensored și a lui Ric Flair la Hog Wild. S-a certat cu Ric Flair și cei patru călăreți în 1996, după ce partenerul lui Guerrero, Arn Anderson, sa întors împotriva lui în timpul unui meci de echipă împotriva lui Ric Flair și Randy Savage. La sfârșitul anului 1996, a avut o rivalitateă cu Diamond Dallas Page după ce l-a învins într-un meci de la Clash of the Champions XXXIII. A început să se rivalitateă cu DDP pentru a-și fura porecla de „Lord of the Ring”, dar a pierdut. Guerrero a participat la un turneu pentru WCW United States Heavyweight Championship vacant și a învins DDP în runda finală la Starrcade pentru a câștiga titlul Statelor Unite în decembrie 1996.
În 1997, Guerrero a apărat centura Statelor Unite la categoria grea împotriva lui Scott Norton la Clash of the Champions XXXIV, Syxx într-un meci ladder la Souled Out și Chris Jericho la SuperBrawl VII. Domnia sa s-a încheiat la Uncensored când Dean Malenko l-a învins pentru titlu.
După ce a pierdut centura Statelor Unite la categoria grea, Guerrero s-a certat cu Jericho, concentrându-se pe centura la categoria grea a lui Jericho. L-a provocat pe Jericho pentru titlu la Clash of the Champions XXXV, dar a pierdut. Guerrero a cerut o revanșă pentru titlu. În meciul de deschidere al Fall Brawl, Guerrero l-a învins pe Jericho pentru a câștiga centura Mondial WCW la categoria Cruiserweight. El a renunțat la titlul Cruiserweight în fața lui Rey Mysterio Jr. la Halloween Havoc într-un meci titlu vs. mască în care și masca lui Mysterio a fost pe linie. În episodul din 10 noiembrie din Monday Nitro, el a recâștigat titlul Cruiserweight de la Mysterio și a făcut o apărare cu succes a titlului împotriva lui Mysterio în cel de-al treilea război mondial. După ce și-a păstrat titlul împotriva lui Dean Malenko în meciul de deschidere a lui Starrcade din decembrie 1997, Guerrero a renunțat la titlul lui Último Dragón a doua zi în episodul din 29 decembrie din Nitro.

#### Latino World Order; Filthy Animals (1998–2000)
În episodul din 9 martie 1998 din Nitro, nepotul lui Guerrero, Chavo Guerrero, a pierdut într-un meci în fața lui Booker T. După meci, Guerrero i-a oferit un suplex lui Chavo cu scopul principal de a-i învăța o lecție. În episodul Thunder din 12 martie, el l-a învins într-un meci pe nepotul său Chavo și l-a forțat să devină „sclavul” său. La Uncensored, Chavo a fost forțat să-l susțină pe Guerrero când l-a înfruntat pe Booker T pentru Centura Mondiala de Televiziune WCW al lui Booker. Guerrero a pierdut meciul după ce a primit o lovitură cu rachetă. Guerrero și Chavo s-au certat cu Último Dragón. Chavo a pierdut cu Dragón la Spring Stampede. La Slamboree, Guerrero l-a învins pe Dragón în ciuda interferenței lui Chavo. După meci, Chavo l-a sărutat pe Eddie și a început să aibă un comportament nebun. La The Great American Bash, Chavo a obținut o victorie supărată asupra Guerrero. S-au confruntat unul cu celălalt într-un meci păr contra păr la Bash at the Beach, pe care Guerrero a câștigat. Continuând să-și arate comportamentul nebun, Chavo se radea pe cap în timp ce Guerrero privea neîncrezător. Guerrero l-a salvat pe Chavo de bătăile lui Stevie Ray, părând că se va alinia cu Chavo, dar el a vrut eliberarea lui.
În ciuda succesului și popularității sale, Guerrero a fost unul dintre mulți luptători care au fost frustrați că nu li s-a dat niciodată șansa de a fi vedete ale evenimentului principal în WCW. Aceste frustrări au ajuns la apogeu atunci când Guerrero i-a cerut președintelui WCW, Eric Bischoff, fie să-și împingă caracterul, fie să-i dea o mărire de salariu din motive de familie. Bischoff a răspuns prin că ar fi aruncat cafea lui Guerrero (cu toate acestea, în autobiografia sa, Guerrero afirmă că Bischoff și-a aruncat din greșeală cafeaua de pe masă și că a fost un accident). Furios, Guerrero i-a cerut lui Bischoff să-l elibereze de contract într-un episod live din Nitro. Guerrero a părăsit compania luni de zile, furios pe Bischoff pentru ceea ce făcuse. Guerrero s-a întors mai târziu la WCW, ceea ce a condus la credința că poate discursurile furioase ale lui Guerrero împotriva lui Bischoff au fost o lucrare (Guerrero a confirmat mai târziu că este o filmare funcțională). Guerrero s-a contrazis ulterior pe DVD-ul WWE Monday Night War, susținând că a încercat să pună deoparte diferențele personale pentru binele companiei, dar s-a trezit din nou supărat și revoltat din cauza presupusului refuz continuu al lui Bischoff de a-l ridica pe Guerrero și alți luptători similari. L-a lăsat pe Brian Adams să-l puna la pin și să obțină o victorie.
Pe ecran, Guerrero a răspuns la acțiunile lui Bischoff formând Ordinul Mondial Latino (LWO), care a fost o decolare a NWO a lui Bischoff. Grupul a fost un răspuns la „refuzul” lui Bischoff de a-i împinge pe luptătorii latini  ce au simțit că merită. LWO a fost format în octombrie când Guerrero s-a întors la WCW, cu Héctor Garza și Damien. Grupul a crescut până la urmă pentru a cuprinde aproape toți luptătorii mexicani care lucrau pentru WCW la acea vreme. S-au certat în principal cu Rey Mysterio Jr. și Billy Kidman pentru că doreau ca Mysterio să se alăture grupului. El l-a înfruntat pe Kidman într-un meci pentru centura WCW Cruiserweight, dar Mysterio a intervenit și l-a ajutat pe Kidman să câștige meciul și să păstreze titlul. Cu toate acestea, Guerrero a fost implicat într-un accident de mașină în ziua de Anul Nou 1999, care a întrerupt povestea LWO.
După revenirea sa în episodul din 31 mai 1999 din Monday Nitro, Guerrero a devenit membru fondator al Filthy Animals alături de Rey Mysterio Jr. și Konnan. S-au certat cu Dead Pool (Insane Clown Posse și Vampiro). Au primit două victorii consecutive asupra Dead Pool la Road Wild și Fall Brawl. Apoi s-au certat cu Revolution (Shane Douglas, Chris Benoit, Dean Malenko și Perry Saturn). Guerrero a fost învingător asupra lui Saturn prin descalificare într-un meci de simplu la Halloween Havoc. La Mayhem, Animals au pierdut în fața Revolution într-un meci mixt de eliminare pe echipe. Când Vince Russo a fost concediat din funcția de booker WCW și înlocuit de Kevin Sullivan, Guerrero a cerut și a primit o eliberare de la contractul său pe 19 ianuarie 2000. A semnat cu World Wrestling Federation (WWF) în 2000, împreună cu colegii din WCW: Benoit, Malenko, și Saturn.

### World Wrestling Federation(2000–2001)
Guerrero, Chris Benoit, Dean Malenko și Perry Saturn au debutat în WWF în episodul din 31 ianuarie 2000 din Raw Is War ca The Radicalz, intervenind într-un meci în care era implicat The New Age Outlaws, impunându-se ca chipuri. În timpul primului său meci cu WWF, un meci de echipă cu Perry Saturn împotriva The New Age Outlaws, Guerrero a efectuat o stropire de broaște de pe frânghia de sus și și-a dislocat cotul când a aterizat; ca urmare, a fost exclus timp de câteva săptămâni. Guerrero și Saturn fuseseră inițial rezervați pentru a-i învinge pe The New Age Outlaws, dar din cauza rănirii sale, Guerrero a intrat în panică și i-a spus lui Road Dogg, care era în meciul de echipă cu Billy Gunn împotriva lui Guerrero și Saturn, să-l blocheze imediat. După ce și-au pierdut „meciurile de încercare” la intrare, The Radicalz s-a aliniat cu Campionul WWF Triple H și a devenit o facțiune heel.
În martie, Guerrero, care se lupta ca un heel, a început să urmărească afecțiunile lui Chyna, pe care a numit-o „Mamacita” lui. La acea vreme, Chyna era aliat cu Chris Jericho și inițial i-a respins avansurile. În noaptea de după WrestleMania 2000, în episodul din 3 aprilie 2000 din Raw Is War, Guerrero s-a confruntat cu Jericho pentru centura European. În timpul meciului, Chyna s-a întors împotriva lui Jericho și l-a ajutat pe Guerrero să câștige, iar mai târziu și-a explicat acțiunile declarând că nu a putut rezista „Latino Heat”-ului lui. După ce Guerrero a abandonat-o pe Lita pentru a fi atacată de The Dudley Boyz, el și Chyna au început o rivalitateă cu Essa Rios și Lita, terminând cu o apărare a titlului european la Backlash. Guerrero l-a învins pe Rios după ce a ajuns în prima zonă cu un Chevrolet din 1957, chiar și luptă în pantalonii lui de smoking și papion. Guerrero și-a întors fața și și-a păstrat cu succes titlul împotriva foștilor prieteni de la Radicalz, Saturn și Malenko, într-un meci cu trei amenințări la Judgment Day, înainte de a pierde titlul în fața lui Saturn la Fully Loaded. Cei doi au început încetul cu încetul să devină populari printre fani, dar în următoarele câteva luni a început să se dezvolte tensiune între Guerrero și Chyna.
Chyna a fost supărată când Guerrero a blocat-o pentru a avansa în turneul King of the Ring. Apoi, la SummerSlam din august, Guerrero și Chyna au luptat într-un meci de echipe Intergender împotriva lui Trish Stratus și Val Venis, care la acea vreme era campioana intercontinentală în vigoare. centura Intercontinental a fost pe linie în meci, iar cine va marca știftul avea să câștige titlul. Echipa lui Guerrero a câștigat meciul, dar Chyna a pus pinul pe Trish și a devenit de două ori campioană intercontinentală. Deși Guerrero a spus că nu îl deranjează că partenerul său este campion, în episodul din 4 septembrie din Raw Is War el a mers la comisarul WWF Mick Foley și a cerut să fie introdus în apărarea titlului lui Chyna împotriva lui Kurt Angle, susținând că nu vrea ca Angle i-a rănit „mamacita”. Pe parcursul meciului, Angle a doborât-o pe Chyna cu centura de titlu, iar Guerrero s-a întins deasupra ei pentru a încerca să o resusciteze. Cu toate acestea, acest lucru a dus la Guerrero să o prindă „accidental” pe Chyna, deoarece umerii ei erau încă pe saltea, și astfel Guerrero a câștigat meciul și primul său campionat intercontinental. Chyna a devenit vizibil inconfortabil când Guerrero a început să trișeze pentru a-și păstra titlul, în timp ce Guerrero a fost supărat că Chyna a pozat pentru revista Playboy, încercând chiar să invadeze Conacul Playboy pentru a opri ședința foto. Tocmai când s-a părut că Chyna va părăsi Guerrero, el a cerut-o în căsătorie și ea a acceptat. La Unforgiven, Chyna l-a ajutat pe Guerrero să-și păstreze titlul împotriva lui Rikishi. Logodna a fost anulată atunci când Guerrero a fost surprins făcând un duș cu doua dintre femeile lui The Godfather (dintre care unul va lupta mai târziu ca Victoria) susținând că „două Mamacitas sunt mai bune decât una”.
Guerrero a devenit din nou heel ca urmare a incidentului. Apoi, The Radicalz s-au reunit și s-au certat cu D-Generation X reformat (Chyna, Billy Gunn, Road Dogg și K-Kwik) (DX). Ei l-au învins pe DX la Survivor Series într-un meci cu echipe de eliminare și l-au asistat pe Triple H în meciul cu Stone Cold Steve Austin. Guerrero a fost mai târziu învins de Gunn pentru centura Intercontinental în episodul de Ziua Recunoștinței din SmackDown!. La Rebellion, Guerrero și Malenko au pierdut în fața Gunn și Chyna. Benoit a părăsit grupul pentru a se concentra pe o carieră de simplu, în timp ce restul The Radicalz au avut o rivalitate cu Lita și The Hardy Boyz (Matt și Jeff). La Armageddon, The Radicalz i-a învins pe The Hardy Boyz și Lita într-un meci cu echipe de eliminare.
La începutul lui 2001, Guerrero a avut o rivalitate cu Chris Jericho, Benoit și X-Pac pentru centura Intercontinental al lui Jericho. La No Way Out, cei patru bărbați s-au confruntat într-un meci fatal în patru, pe care Jericho l-a câștigat. Guerrero s-a concentrat pe centura European, făcându-se cu campionul Test învingându-l la WrestleMania X-Seven pentru a câștiga al doilea Campionat European cu ajutorul lui Saturn și Malenko. În aprilie, The Radicalz s-a certat cu Test și partenerii săi. Guerrero a părăsit în cele din urmă Radicalz, aducându-se de partea The Hardy Boyz și Lita. În acest moment, Guerrero a dezvoltat o dependență de medicamente pentru durere ca urmare a accidentului său de mașină din 1999 și în mai 2001 a fost trimis la dezintoxicare, ratând întreaga poveste Invasion care îi prezenta foștilor săi colegi WCW (și mai târziu ECW). Pentru a explica absența lui, a fost creată o poveste în care Guerrero a fost „rănit” de Albert într-un meci. La 9 noiembrie 2001, a fost arestat pentru conducere în stare de ebrietate și a fost ulterior eliberat de WWF trei zile mai târziu.

### Indies(2001–2002)
Guerrero a început să lupte pe circuitul independent după eliberarea sa din WWF. Pe 23 februarie 2002, s-a confruntat cu Super Crazy în show-ul de debut Ring of Honor, cunoscut sub numele de The Era of Honor Begins, pentru a încorona primul campion intercontinental IWA. Guerrero a pierdut meciul. Pe 24 februarie, a debutat în promoția australiană World Wrestling All-Stars (WWA) la The Revolution, învingându-i pe campionul Juventud Guerrera și Psicosis într-un meci Triple Threat pentru Centura Internaționala WWA Cruiserweight. Pe 1 martie, i-a învins pe campionii CM Punk și Rey Mysterio într-un meci Triple Threat pentru Centura IWA Mid-South Heavyweight. El a renunțat la titlu lui Punk o zi mai târziu, pe 2 martie. A părăsit titlul WWA Cruiserweight în aprilie 2002, după ce s-a întors la WWF.

### Revenire inNew Japan(2002)
Guerrero s-a întors și la New Japan Pro-Wrestling (NJPW) pentru o scurtă perioadă în martie 2002, de această dată demascat. El s-a aliniat cu răufăcătorul grajd Team 2000 și, în primul rând, a făcut echipă cu Black Tiger.

### World Wrestling Entertainment(2002-2005)

#### 2002
Guerrero s-a întors în WWE pe 1 aprilie 2002 la Raw atacândul pe Rob Van Dam. Pe 21 aprilie la Backlash, Eddie l-a învins pe Van Dam câștigând centura Intercontinental. A pierdut centura în mai împotriva lui Van Dam.
Guerrero a avut rivalități scurte cu Steve Austin și The Rock, cu care nu a avut mult succes. După asta, Guerrero a format o alianță cu Chris Benoit. La King of the Ring a luptat cu Ric Flair dar a fost învins după intervenția lui Bubba Ray Dudley. Din această cauză, la Vengeance a făcut echipă cu Benoit luptând cu Bubba Ray Dudley și Spike Dudley într-un Tables match dar au fost învinși. Pe 1 august, Guerrero și Benoit a-u fost transferați la SmackDown. Benoit a format o alianță cu Kurt Angle, Eddie a făcuto cu nepotul său Chavo, formând o echipă numită Los Guerreros. Apoi a început o rivalitate cu Edge fiind învins la Summerslam. Într-un sfârșit, la Unforgiven Eddie l-a învins pe Edge. După asta a continuat formând echipă cu Chavo în timp ce Benoit continua cu Angle. Ambele perechi a-u participat în turneul pentru a corona primul campion pe echipe din WWE. Angle și Benoit a-u învins Los Guerreros în semifinală. Turneul a fost câștigat de Angle și Benoit. După asta Los Guerreros au luptat cu Angle și Benoit pentru centuri la Rebellion dar a-u fost învinși.
La Survivor Series, Los Guerreros i-au învins pe Angle & Benoit și Edge & Rey Mysterio câștigând centurile pe echipe din WWE. Regatul lor a durat pâna pe 4 februarie 2003 când au fost învinși de Shelton Benjamin și Charlie Haas. Înainte de a pierde centurile, Eddie a luptat cu Benoit l-a Armageddon fiind învins.

#### 2003
Eddie a participat în Royal Rumble dar a fost eliminat de Booker T. Los Guerreros a-u luptat la WrestleMania XIX într-un meci pentru centurile la echipe împotriva campionilor Benjamin & Haas și Chris Benoit & Rhyno. Meciul a fost câștigat de Benjamin și Haas.
Cinci zile înainte de Judgment Day, Chavo s-a accidentat, așa că Eddie trebuia să își găsească un nou partener pentru meciul său, iar alesul a fost Tajiri. La Eveniment Eddie și Tajiri i-au învins pe Shelton Benjamin și Charlie Haas într-un Ladder Match câștigând centurile pe echipe. Guerrero și Tajiri a-u fost campioni pâna pe 3 iulie când au pierdut centurile cu Benjamin și Haas. După înfrângere, Guerrero l-a trădat pe Tajiri aruncândul pe parbrizul mașini lui.
În iulie, Guerrero a intrat într-un turneu pentru a numi noul Campion al Statelor Unite. Eddie a reușit să ajungă în finală, luptând cu Benoit la Vengeance și câștigând meciul câștigând centura Statelor Unite.
La Summerslam, Eddie ș-ia păstrat centura împotriva lui Rhyno, Benoit și Tajiri. Eddie a devenit face din nou începând o rivalitate cu John Cena după ce acesta i-a furat mașina lui Guerrero iar acesta a fost să îi ceară lui managerul general de la SmackDown, Stephanie McMahon, un meci cu Cena acordând un Latino Heat Parking Lot Brawl. În timpul meciului, Chavo Guerrero ș-ia făcut întoarcerea ajutândul pe Eddie să câștige. Pe 16 septembrie la SmackDown, Los Guereros i-au învins pe Benjamin și Haas câștigând din nou centurile pe echipe. Eddie a reușit să fie în același timp Campion al Statelor Unite și Campion pe echipe.
Guerrero a pierdut centura Statelor Unite la No Mercy împotriva lui The Big Show. Patru zile mai târziu, Los Guerreros a pierdut centurile pe echipe împotriva la The Basham Brothers. Ambi a-u avut revanșa la Survivor Series dar a-u fost din nou învinși. După înfrângere, Chavo l-a trădat pe Eddie atacândul.

#### 2004
La Royal Rumble, Eddie l-a învins pe Chavo Guerrero. Popularitatea lui Eddie crescuse, începând să lupte pentru centura WWE. În acest timp, Eddie începuse o rivalitate cu Kurt Angle ce a durat aproape un an.
Atunci când Chris Benoit a decis să meargă în Raw, după ce a câștigat meciul Royal Rumble, să îl provoace pe campionul mondial Triple H, Guerrero a ocupat locul lui Benoit într-un 15-man battle royal match unde a-u participat luptători precum Kurt Angle, John Cena, Big Show, JBL, Hardcore Holly printre alți. Guerrero a câștigat lupta eliminândul pe Kurt Angle câștigând o șansă pentru centura WWE împotriva a atunci campionul Brock Lesnar la No Way Out, luptă ce a câștigat după o intervenție a lui Goldberg. Eddie a fost campion aproape 4 luni, păstrându-și centura împotriva lui Kurt Angle la WrestleMania XX. La sfârșitul evenimentului, Guerrero a mers în ring pentru a sărbători victoria a bunului său prieten Chris Benoit ce tocmai câștigase centura World Heavyweight. 
Eddie a avut meciuri de mai puțină impotranță cu luptători precum Big Show și Rey Mysterio. Eddie a luptat cu JBL la Judgment Day, unde a fost descalificat după ce l-a lovit pe JBL cu centura. Revanșa lui JBL a fost la The Great American Bash într-un Texas Bullrope Match unde JBL l-a învins pe Eddie câștigând centura WWE. La Summerslam, Kurt Angle l-a învins pe Eddie.
Rivalitatea cu Angle a continuat iar la Survivor Series echipa lui Eddie (Eddie, Big Show, John Cena și Rob Van Dam) a învins echipa lui Angle (Angle, Reigns, Jindrak și Carlito). La Armageddon Eddie nu a reușit să câștige centura WWE într-un meci în patru împotriva lui JBL, Undertaker și Booker T.

#### 2005
Guerrero a participat în Royal Rumble intrând cu numărul 1 dar a fost eliminat de Edge. Eddie a luptat la No Way Out într-un meci pe echipe alături de Rey Mysterio împotriva lui The Basham Brothers câștigând și devenid campion pe echipe a patra oară, ultimul său titlu. Eddie și Mysterio s-au luptat la WrestelMania 21 pierzând Eddie meciul. Dea lungul lui 2005, Eddie a continuat rivalitatea cu Rey Mysterio luptând la Judgment Day, Great American Bash și Summerslam cu înfrângeri pentru Eddie.
Ultimul meci a lui Eddie a fost pe 11 noiembrie la SmackDown învingându-l pe Mr.Kennedy.

## Media
Pe 13 martie 2004, Guerrero (Campionul WWE), împreună cu Big Show, Trish Stratus și Chris Jericho, au făcut o apariție la MADtv în timp ce el și ceilalți luptători „l-au bătut” pe Frank Caliendo (care îl interpretează pe Jay Leno) în timp ce Aries Spears ( înfățișând liderul trupei The Tonight Show, Kevin Eubanks) urmărit în continuare. Au fost lansate, de asemenea, câteva DVD-uri și cărți despre viața și cariera sa, inclusiv Cheating Death, Stealing Life: The Eddie Guerrero Story (DVD, 2004), Cheating Death, Stealing Life: The Eddie Guerrero Story (carte, lansată pe 5 decembrie, 2005) și Viva La Raza: The Legacy of Eddie Guerrero (DVD 2008). În plus, melodia „We Lie, We Cheat, We Steal” pe care a interpretat-o cu Chavo a fost lansată pe CD-ul WWE Originals.
Sloganul lui Guerrero în ultima parte a carierei sale cu WWE a fost „Viva La Raza” (care este în spaniolă „Trăiască cursa”). La mijlocul carierei sale, Guerrero a luat titlul de „Latino Heat”, care a fost și melodia sa tematică la începutul anilor 2000. El a fost, de asemenea, prezentat în videoclipul celor mai bune meciuri WWE Smackdown din perioada de 15 ani de vineri noapte, după ce spectacolul a fost mutat în serile de joi, joi, 15 ianuarie 2015, el apare în 5 dintre primele 15 meciuri, inclusiv locul 1. unde meciul său fără descalificare cu Edge a ocupat primul loc pe lista celor mai bune meciuri Smackdown.

### Jocuri video
| An   | Joc video                                    | Note                                          |
| ---- | -------------------------------------------- | --------------------------------------------- |
| 1997 | WCW vs. the World                            | Prima aparitie intr-un joc video              |
| 1997 | WCW vs. nWo: World Tour                      |                                               |
| 1997 | Virtual Pro Wrestling 64                     | Lansat doar in Japonia                        |
| 1998 | WCW Nitro                                    |                                               |
| 1998 | Shin Nippon Pro Wrestling: Toukon Retsuden 3 | Lansat doar in Japonia                        |
| 1998 | WCW/nWo Revenge                              |                                               |
| 1999 | WCW/nWo Thunder                              |                                               |
| 1999 | WCW Mayhem                                   | Ultima aparitie intr-un joc WCW               |
| 2000 | WWF No Mercy                                 | Prima aparitie intr-un joc WWE\F              |
| 2000 | WWF SmackDown! 2: Know Your Role             |                                               |
| 2001 | WWF Betrayal                                 |                                               |
| 2001 | With Authority!                              | Joc Online                                    |
| 2001 | WWF Road to WrestleMania                     |                                               |
| 2001 | WWF SmackDown! Just Bring It                 |                                               |
| 2002 | WWF Raw                                      |                                               |
| 2002 | WWE WrestleMania X8                          |                                               |
| 2002 | WWE Road to WrestleMania X8                  |                                               |
| 2002 | WWE SmackDown! Shut Your Mouth               |                                               |
| 2002 | Legends of Wrestling II                      |                                               |
| 2003 | WWE Crush Hour                               |                                               |
| 2003 | WWE WrestleMania XIX                         |                                               |
| 2003 | WWE Raw 2                                    |                                               |
| 2003 | WWE SmackDown! Here Comes the Pain           |                                               |
| 2004 | Showdown: Legends of Wrestling               |                                               |
| 2004 | WWE Day of Reckoning                         |                                               |
| 2004 | WWE Survivor Series                          | A fost folosit pe cover-ul jocului            |
| 2004 | WWE SmackDown! vs. Raw                       |                                               |
| 2005 | WWE WrestleMania 21                          |                                               |
| 2005 | WWE Aftershock                               | Folosit pe cover(versiunea PAL)               |
| 2005 | WWE Day of Reckoning 2                       |                                               |
| 2005 | WWE SmackDown! vs. Raw 2006                  | Ultimul joc lansat cand Guerrero era in viata |
| 2006 | WWE SmackDown vs. Raw 2007†                  | Wrestler legenda                              |
| 2007 | WWE SmackDown vs. Raw 2008†                  | Doar pe PSP                                   |
| 2011 | WWE All-Stars†                               |                                               |
| 2011 | WWE '12†                                     | Wrestler Legenda                              |
| 2012 | WWE WrestleFest†                             |                                               |
| 2012 | WWE '13†                                     | Wrestler Legenda                              |
| 2013 | WWE 2K14†                                    | Wrestler Legenda                              |
| 2014 | WWE SuperCard†                               |                                               |
| 2016 | WWE 2K17†                                    | Wrestler deblocabil prin monede din joc       |
| 2017 | WWE 2K18†                                    | Wrestler deblocabil prin monede din joc       |
| 2018 | WWE 2K19†                                    | Wrestler deblocabil prin monede din joc       |
| 2019 | WWE 2K20†                                    | Wrestler deblocabil prin monede din joc       |
| 2020 | WWE 2K Battlegrounds†                        |                                               |
| 2022 | WWE 2K22†                                    |                                               |
| 2023 | WWE 2K23†                                    |                                               |

## Viata personala
Din 1990 până la moartea sa în 2005, Guerrero a fost căsătorit cu Vickie Guerrero, cu care a avut două fiice: Shaul Marie Guerrero și Sherilyn Amber Guerrero, ambele au devenit luptători. De asemenea, a avut o altă fiică pe nume Kaylie Marie Guerrero în timpul despărțirii sale de doi ani de Vickie.
Guerrero a fost un prieten apropiat al colegilor luptători Chris Benoit, Kurt Angle, Dean Malenko, Rey Mysterio, Chris Jericho, JBL și Batista. A fost un creștin născut din nou.

## Moarte
Pe 13 noiembrie 2005, nepotul lui Guerrero, Chavo, l-a găsit inconștient în camera lui de hotel de la Marriott Hotel City Center din Minneapolis. Chavo a explicat mai târziu că Guerrero leșinase în baia hotelului cu o periuță de dinți în mână și era încă în viață când a fost descoperit. La sosirea ambulanței la fața locului, acesta a fost declarat decedat la vârsta de 38 de ani. O autopsie a arătat că a murit ca urmare a unei insuficiențe cardiace acute din cauza bolii cardiovasculare aterosclerotice subiacente. El este înmormântat la cimitirul Green Acres Memorial Park din Scottsdale, Arizona. Slujba sa de înmormântare a fost oficiată de „Superstarul” Billy Graham, care mai târziu avea să fie îngropat în apropiere, după moartea sa, în 2023.

## Legacy
Episoadele din Raw din 14 noiembrie 2005 și SmackDown! pe 18 noiembrie 2005, ambele au fost filmate pe 13 noiembrie și fiecare a fost difuzată ca omagiu adus lui Guerrero. Toate poveștile au fost puse în așteptare și niciun angajat WWE nu a fost forțat să participe, deși au avut loc mai multe meciuri, inclusiv unul cu Chavo. Raw a început cu toți luptătorii și numeroși personal din culise pe scenă, în timp ce Vince McMahon s-a adresat mulțimii în direct, înainte de a termina cu un salut cu zece clopoțe. În plus față de Raw și SmackDown! emisiuni tribut, TNA și-a dedicat evenimentul Genesis (care a fost difuzat în seara morții sale) lui Guerrero, în timp ce ROH și-a redenumit următorul show Night of Tribute. OVW, teritoriul de dezvoltare al WWE de atunci, i-a adus și el un omagiu lui Guerrero în casetele lor de televiziune. Mulți dintre luptătorii de acolo purtau banderole cu inițialele lui Guerrero pe ele. Alți luptători, în primul rând nepotul lui Guerrero, Chavo, și prietenii Mysterio și Christian Cage, au început să-i aducă un omagiu în meciurile lor folosind dispozitivul său de finisare Frog Splash. CZW i-a adus un omagiu lui Guerrero cu un salut cu zece clopote în timpul unuia dintre evenimentele lor. Mysterio și CM Punk i-au dedicat câteva dintre meciurile lor lui Guerrero. Piesa 3 Doors Down „Here Without You” a fost folosită în videoclipurile tribut pentru Guerrero, la fel ca coverul lui Johnny Cash a piesei Nine Inch Nails „Hurt”.
Guerrero este considerat unul dintre cei mai mari interpreți în ring din toate timpurile. Într-un sondaj al listei WWE, el a fost clasat pe locul al 11-lea cel mai mare luptător profesionist al tuturor timpurilor. Ric Flair l-a clasat pe Guerrero drept unul dintre cei mai buni 10 adversari ai săi, în timp ce Chris Jericho a spus că a fost cel mai bun performer din lume atunci când era „on”. Kurt Angle l-a numit pe Guerrero drept al doilea cel mai mare luptător profesionist al tuturor timpurilor, în spatele lui Shawn Michaels, declarând: „[Eddie] ar fi putut fi cel mai mare absolut al tuturor timpurilor, pentru că atunci când am luptat, era încă în top trei despre care vorbeam, așa că Eddie le-a avut pe toate. Era atât de distractiv, dar avea și toată tehnica. Era un luptător atât de grozav și a reușit. A obținut finisaje. A știut cum să le structureze." WWE l-a numit pe Guerrero unul dintre cei mai iubiți și realizați superstaruri WWE din toate timpurile, unul dintre cei mai buni luptători tehnici din toate timpurile și al cincilea cel mai mare interpret din istoria mărcii SmackDown al companiei.

## Titluri în WWE
- WWE Championship-1 dată
- WWF Intercontinental Championship-2 ori
- WWE United States Championship-1 dată
- WWF European Championship-2 ori
- WWE Tag Team Championship-4 ori cu Chavo Guerrero (2), Rey Mysterio și Tajiri
- Triple Crown Championship-al 11º
- Grand Slam Championship-al 6º
- Hall of Fame (2006)